# Apocorophium louisianum
Apocorophium louisianum är en kräftdjursart som först beskrevs av Robert Alan Shoemaker 1934.  Apocorophium louisianum ingår i släktet Apocorophium och familjen Corophiidae. Inga underarter finns listade i Catalogue of Life.